# گل‌کوب نیلگیری
گُل‌کوب نیلگیری (نام علمی: Dicaeum concolor) نام یک گونه از سرده گل‌کوب‌های اصلی است.